# Ямницер, Венцель
Ве́нцель Я́мницер (нем. Wenzel Jamnitzer, Jemniczer, Gamnitzer, Gemniczer; 1508, Вена — 19 декабря 1585 год, Нюрнберг) — один из самых знаменитых немецких ювелиров эпохи Северного Возрождения, мастер резцовой гравюры на меди, резчик печатей и медальер.

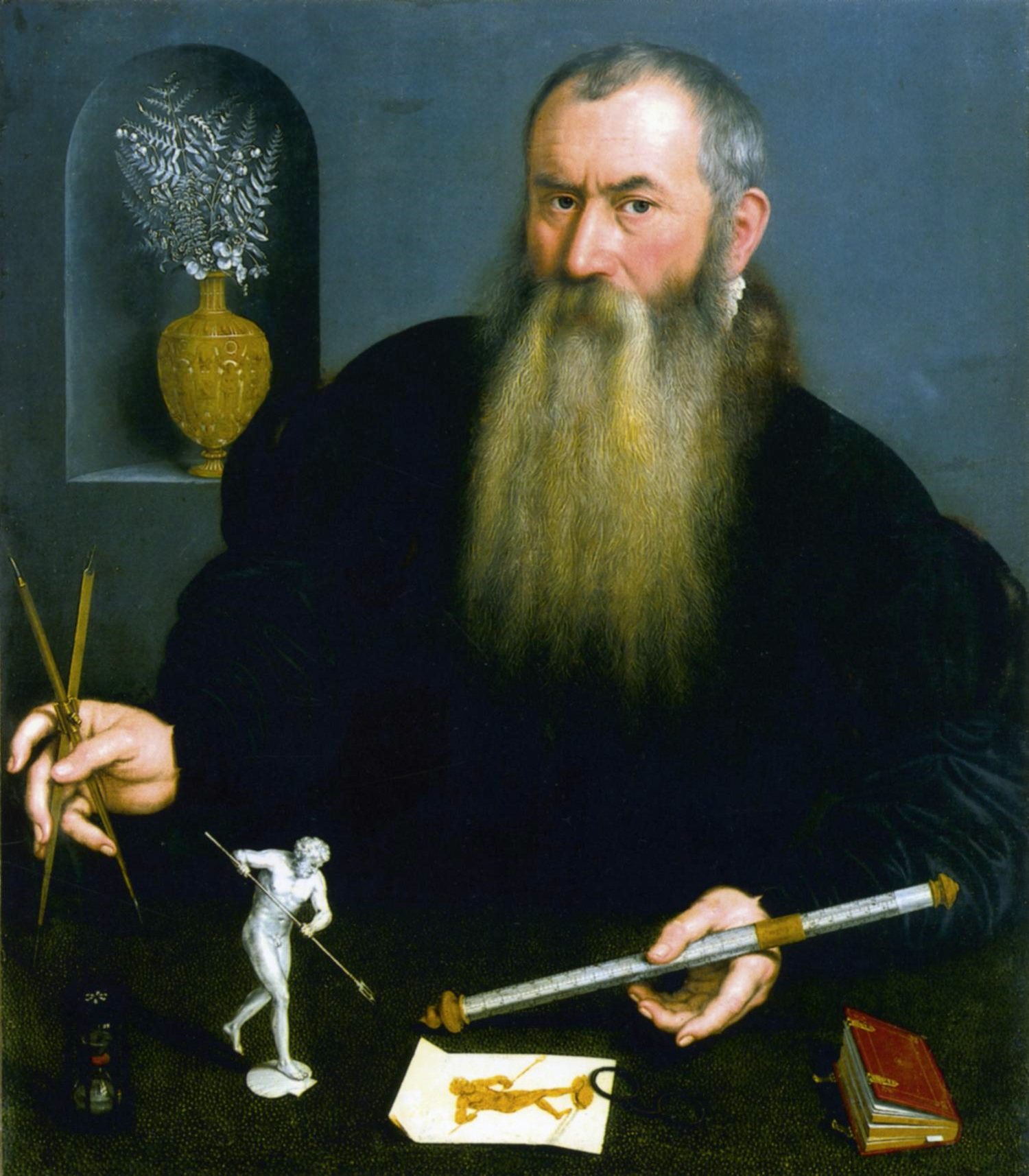
Н. Нёфшатель. Портрет Венцеля Ямницера. Ок. 1562. Дерево, масло. Музей искусства и истории, Женева

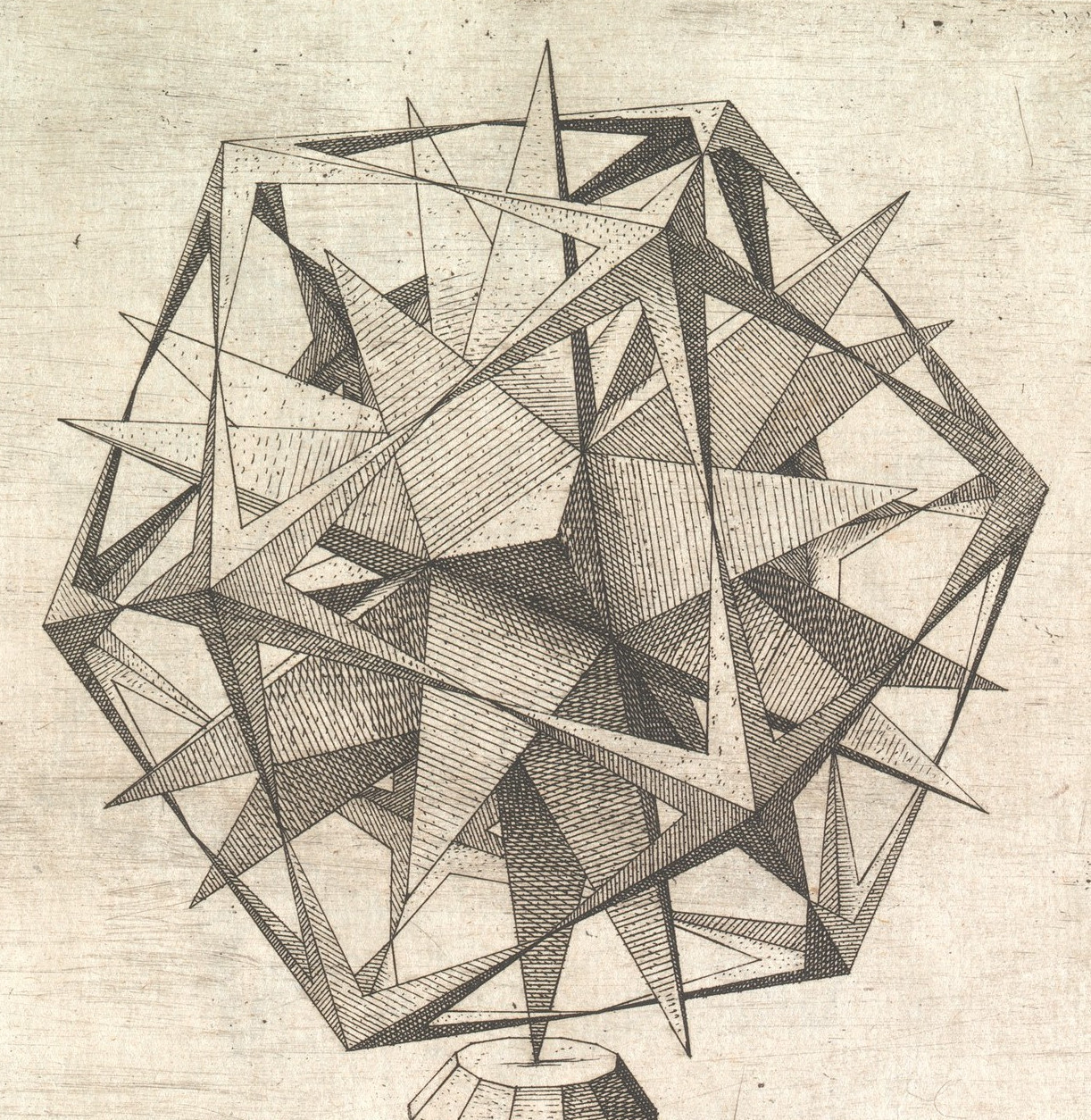
Й. Амман. Иллюстрация из трактата «Perspectiva Corporum Regularium». 1568. Офорт

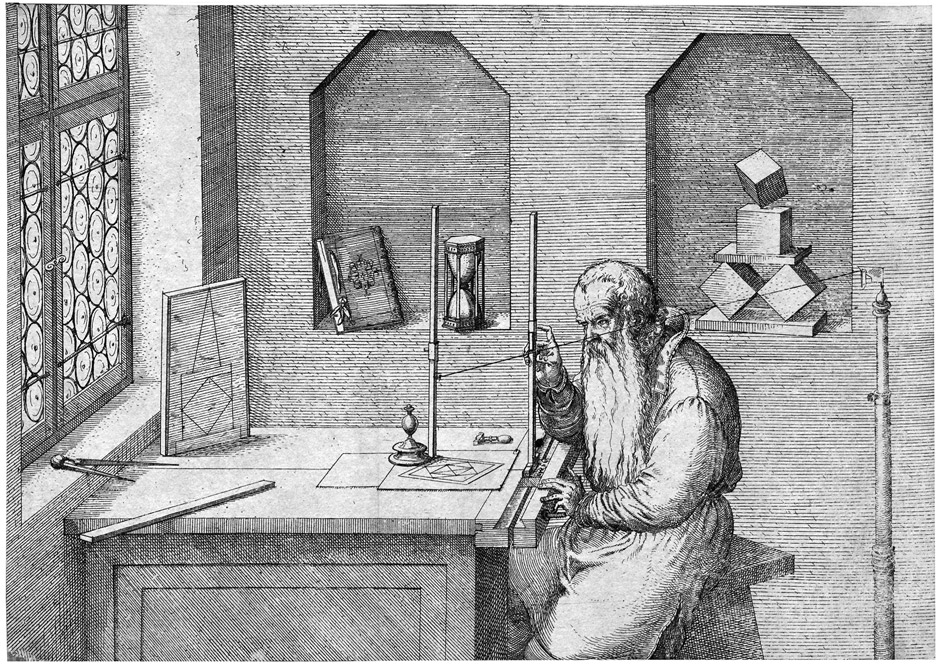
Й. Амман. Венцель Ямницер, ювелир и математик. 1565. Гравюра резцом на меди

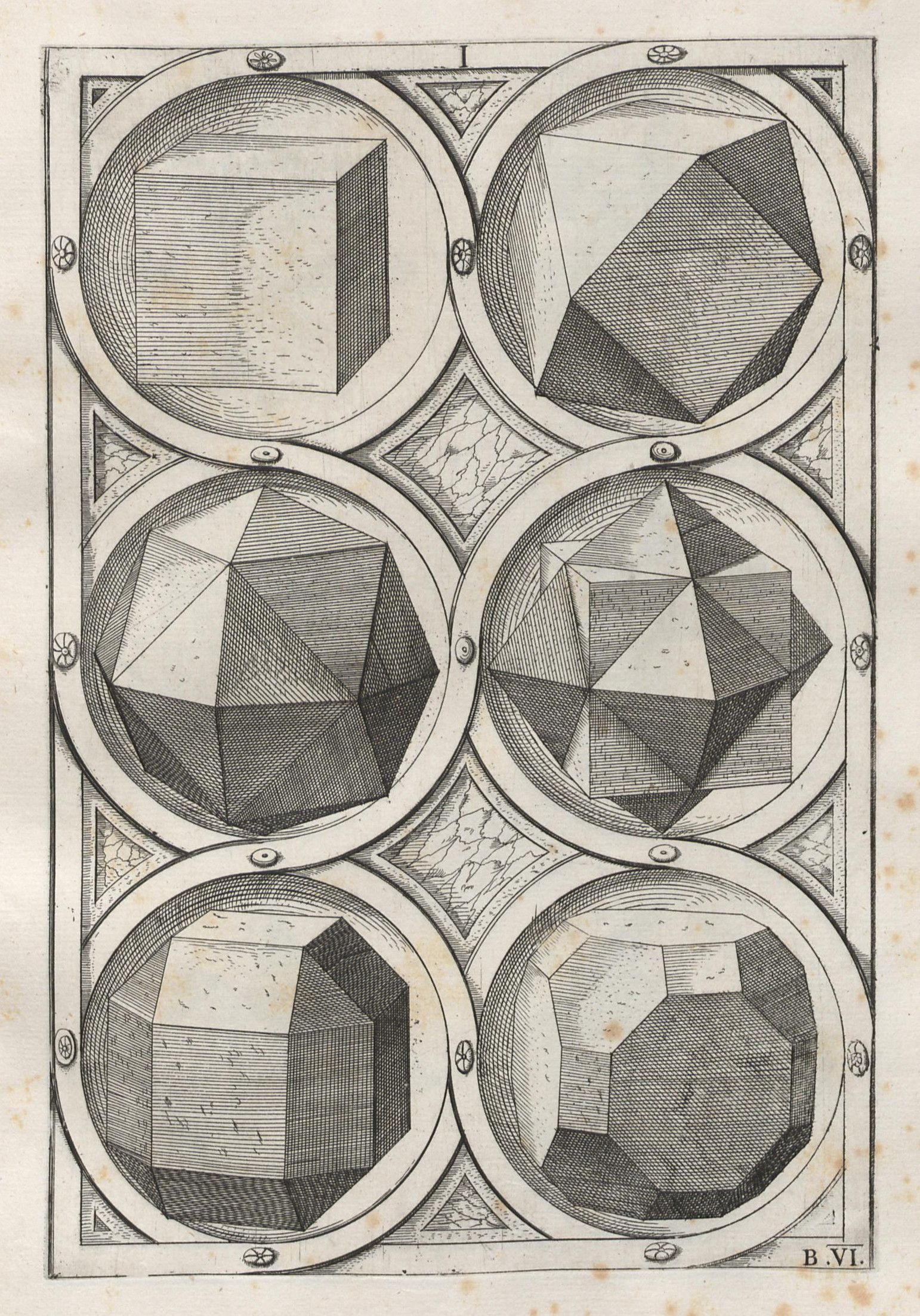
Страница из трактата «Perspectiva Corporum Regularium». 1568

## Семья Ямницеров
Знаменитые «златокузнецы» (нем. Goldschmied) и художники-ювелиры по фамилии Ямницер работали в течение трёх столетий в разных городах Германии, Австрии, Моравии и Чехии при дворах герцогов, курфюрстов и королей. Её первые мастера — Леонард Ямницер (?—1487) и его племянник (?) Каспар Старший (?—1456), а также Ганс Ямницер Первый (?—1549) были выходцами из Вены.
Наиболее знаменитым стал Венцель Ямницер, сын Ганса Ямницера Первого. Он родился в Вене, но ещё в юности переселился вместе со своим братом и помощником, Альбрехтом Ямницером (?—1573), в Нюрнберг, где в 1534 году был принят мастером в местную гильдию златокузнецов и ювелиров. Он женился на Анне Браунрёкин в том же году и имел от неё впоследствии одиннадцать детей. Венцель Ямницер работал со своими сыновьями и зятьями Мартеном Хольвеком, Гансом Штраубом и Валентеном Малером в мастерской на Циссельгассе в Нюрнберге (ныне улица Альбрехта Дюрера, 17).
В 1556 году Венцель Ямницер стал членом большого, а в 1573 году — малого городского совета и работал до конца своей жизни главным образом для императоров Карла V, Фердинанда I, Максимилиана II и Рудольфа II.
С 1520-х годов с распространением Реформации в странах Центральной и Северной Европы положение немецких ювелиров осложнилось. Сокращалось количество заказов. В годы Тридцатилетней войны (1618—1648) у правителей государств почти не оставалось средств на покупку предметов роскоши. Для обеспечения войны переплавляли золотую посуду и драгоценные изделия. В это печальное время, ознаменовавшее закат блестящей эпохи искусства Севера, в 1585 году скончался Венцель Ямницер. Он был похоронен на кладбище Св. Иоанна в Нюрнберге (могила № 664). Его надгробие украшено бронзовой табличкой с эпитафией, созданной рисовальщиком и гравёром Йостом Амманом.
Из одиннадцати детей Венцеля Ямницера известными ювелирами стали трое: Абрахам (Авраам, 1555—1600), Венцель Ямницер Второй (?—1572) и Ганс Второй (1539—1603). Ганс Ямницер Второй успешно развивал традиционное искусство рельефных плакеток, вставок серебряных чаш, в которых он использовал гравюры современных ему немецких и фламандских художников. Его имя обычно скрыто за монограммой «HG». Сын Ганса Второго, внук Венцеля — Кристоф Ямницер (1563—1618) был известным в городе Нюрнберге ювелиром, гравёром и рисовальщиком-орнаменталистом. С 1603 года он работал в Праге для императора Рудольфа II. Известны и многие другие художники, члены этой семьи.

## Творчество Венцеля Ямницера
Нюрнбергская мастерская братьев Венцеля и Альбрехта Ямницера (?—1573) с 1530-х годов выпускала изделия, продолжавшие традиции Петера Флётнера, немецких ювелиров, медальеров, рисовальщиков-орнаменталистов и гравёров эпохи Северного Возрождения, в том числе кляйнмайстеров и «малых нюрнбержцев», учеников и последователей Альбрехта Дюрера.
Венцеля Ямницера называли «немецким Челлини». Он знал античное искусство, гравировал по металлу и стеклу, создавал медали и рельефные плакетки, используя собственные рисунки и гравюры других художников, в частности орнаменталиста Корнелиса Боса.
Этот выдающийся мастер разрабатывал рецептуры цветных эмалей, технологию травления и чернения гравировки по серебру (техника ниелло). Ему принадлежат двадцать шесть известных шедевров: настольных фонтанов, кувшинов и кубков, ларцов, письменных приборов. Именно Ямницер в 1571 году изобрёл тип «колокольчатого» кубка аклейбехера. Многие подобные кубки в дальнейшем получили название «ямницеровские агляйбехеры» (нем. Jamnitzers Ageleybecher). Такие кубки изготавливали в Нюрнберге, Аугсбурге, Гамбурге. Их золотили, украшали гравировкой, чеканными и скульптурными деталями, а также техникой буклирования — нанесения на кубок крупных выпуклостей-буклей, усиливавших игру света на поверхности. Ямницер изготавливал также «натуралии»: «ананасные», «кокосовые» кубки или в виде кисти винограда, причудливые «наутилусы» (из раковин морских моллюсков). Их форма отражала эстетику переходной эпохи от Северного Возрождения к северо-европейскому маньеризму и немецкому барокко.
Ямницер умело сочетал контрастные по цвету и фактуре материалы: золото и серебро, кораллы и жемчуг, чёрное, эбеновое дерево, янтарь и перламутр. Изделия мастерской Венцеля Ямницера стали классикой немецкого ювелирного искусства. "Это были предметы настолько фантастичные, изысканные и дорогие, что они заранее предназначались для придворных коллекций и кунсткамер, "кладовых чудес, « как их называли. В области придворного златоделия того времени критериями особой ценности и красоты стало „редкостное и замысловатое“».
Ямницер имел фамильный герб, который он ставил в качестве личного знака на своих изделиях: львиная голова и над ней литера «W» (Венцель). Достижения Ямницера и его мастерской в Нюрнберге получили дальнейшее развитие в саксонском ювелирном искусстве XVIII века, в частности в работах знаменитого ювелира И. М. Динглингера, придворного мастера курфюрста Саксонии и короля Речи Посполитой Августа II Сильного, ныне хранящихся в дрезденской сокровищнице «Зелёный свод».

## Трактат «Перспектива правильных тел»
В 1568 году Ямницер, один из образованнейших людей своего времени, опубликовал трактат по геометрии «Перспектива правильных тел» (Perspectiva corporum regularium), написанный, несмотря на латинское название, на немецком языке. Трактат посвящён пространственным изображениям пяти «Тел Платона», правильных многогранников. Пять глав книги связывают многогранники с классическими элементами средневековой космологии: огонь для тетраэдра, земля для куба, воздух для октаэдра и вода для икосаэдра с додекаэдром, представляя также небо с двенадцатью знаками зодиака. Каждая глава включает в себя гравюры с некоторым количеством перспективных вариаций, демонстрирующих, по мысли автора, теорию времени, согласно которой все формы, наблюдаемые в физическом мире, происходят из комбинации основных элементов геометрии в трёхмерном пространстве .
Около пятидесяти гравюр для книги были сделаны Йостом Амманом по рисункам Ямницера. Как отметил сам автор в предисловии к книге, он построил модели многогранников из бумаги и дерева и использовал особое механическое устройство, чтобы проследить их перспективные сокращения при изображении на плоскости листа бумаги. Это устройство показано на одной из гравюр Аммана 1565 года. Трактат оказал большое влияние на современников и в последующем многократно переиздавался.
Примечательно, что научный трактат по геометрии, приправленный мистикой алхимии и астрологии, вошёл не только в историю науки о перспективе, но и был оценён в качестве сочинения, отражающего необычную эстетику искусства североевропейского маньеризма.

## Галерея

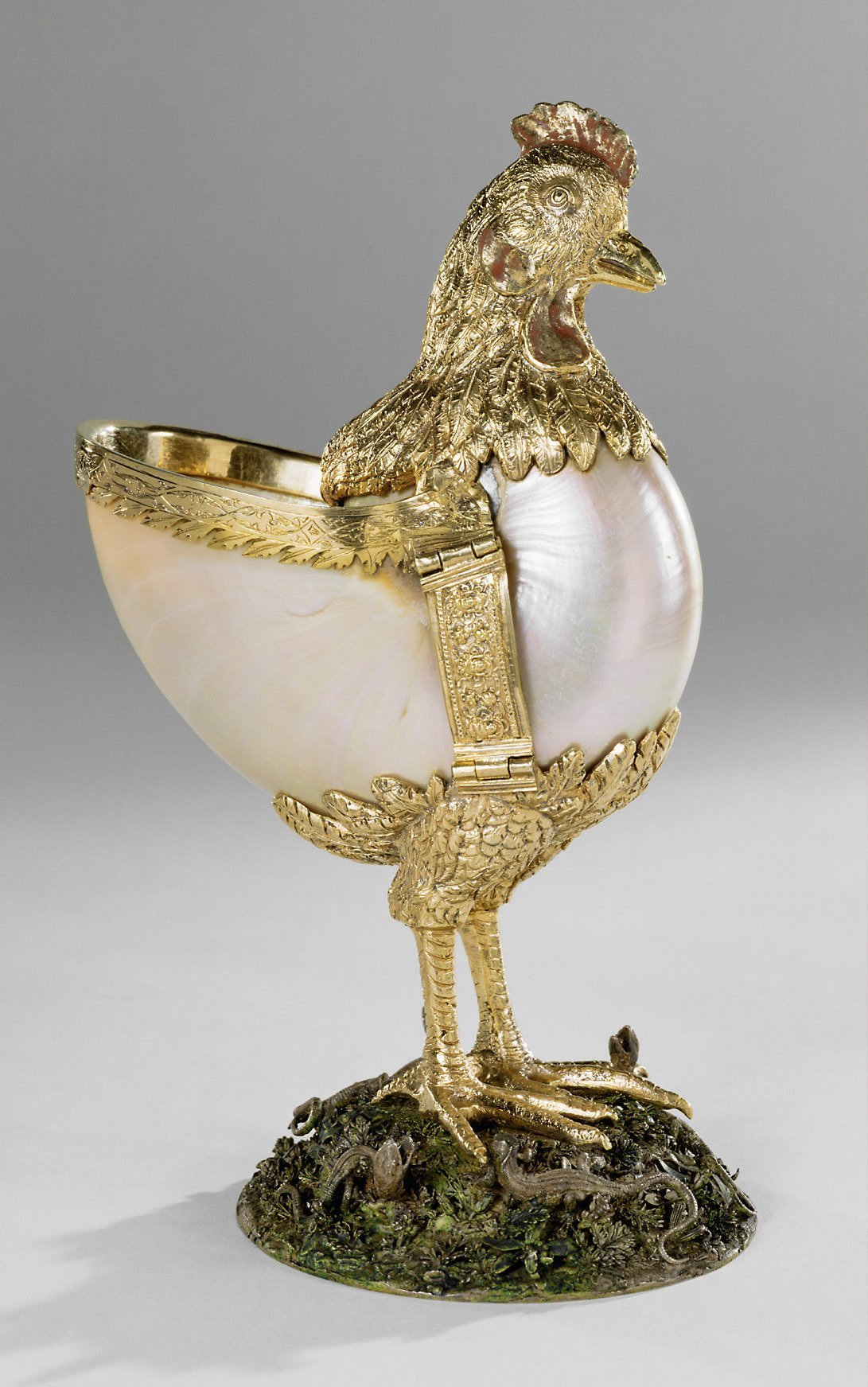
Кубок «наутилус». Ок. 1550. Музей истории искусств, Вена
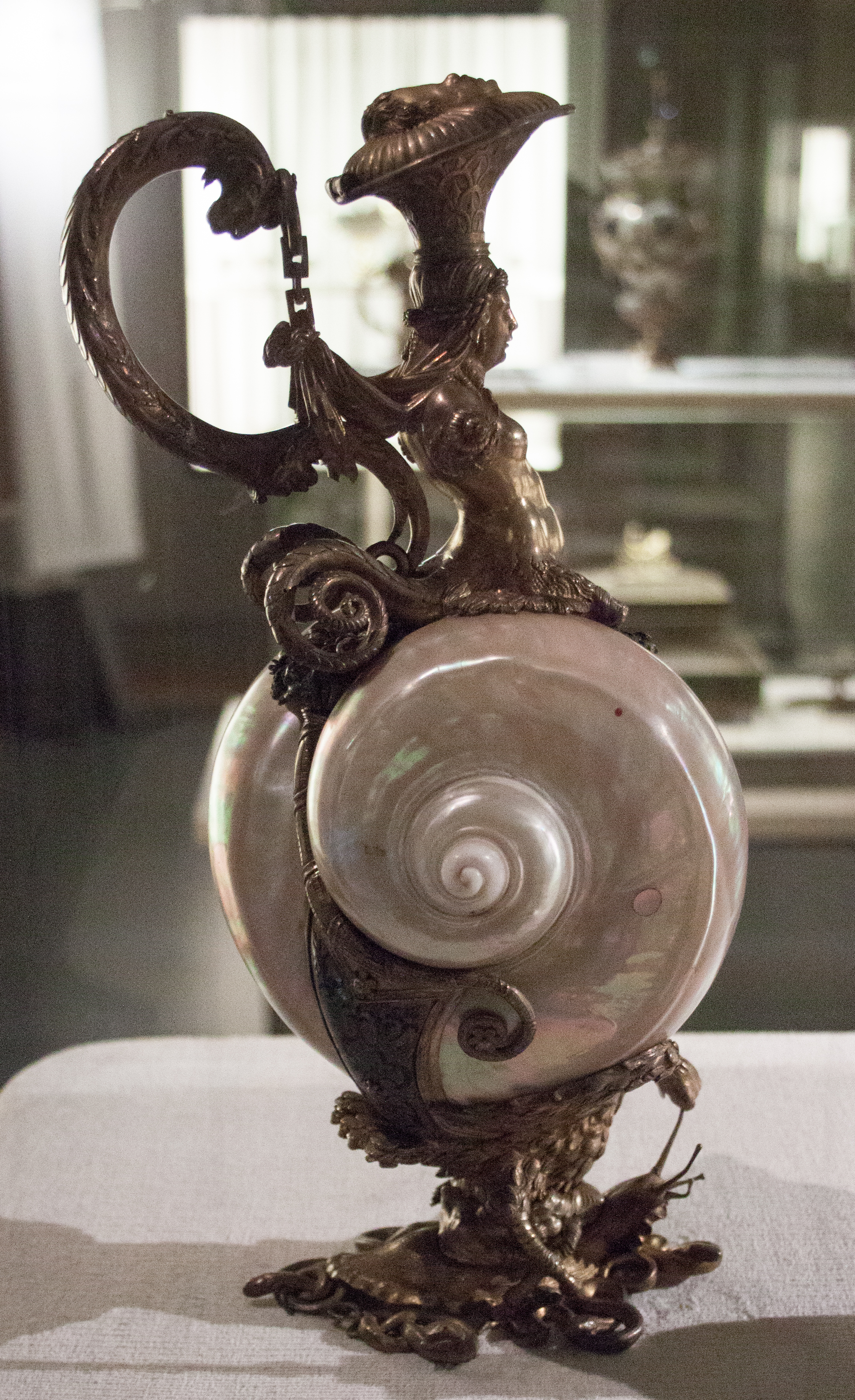
Наутилус. 1570. Сокровищница, Мюнхен
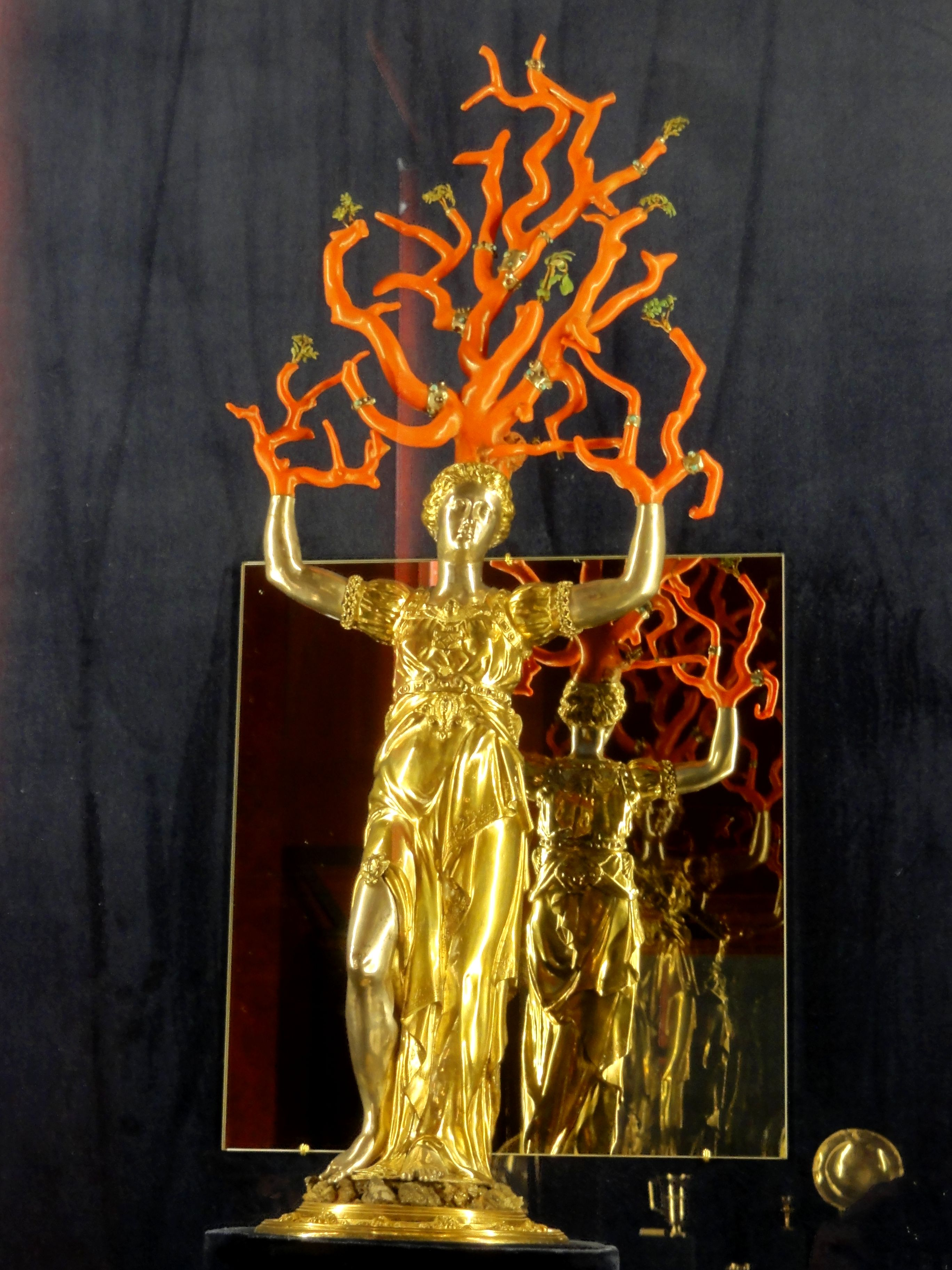
Дафна. Серебро, золочение, коралл. Ок. 1570. Экуан
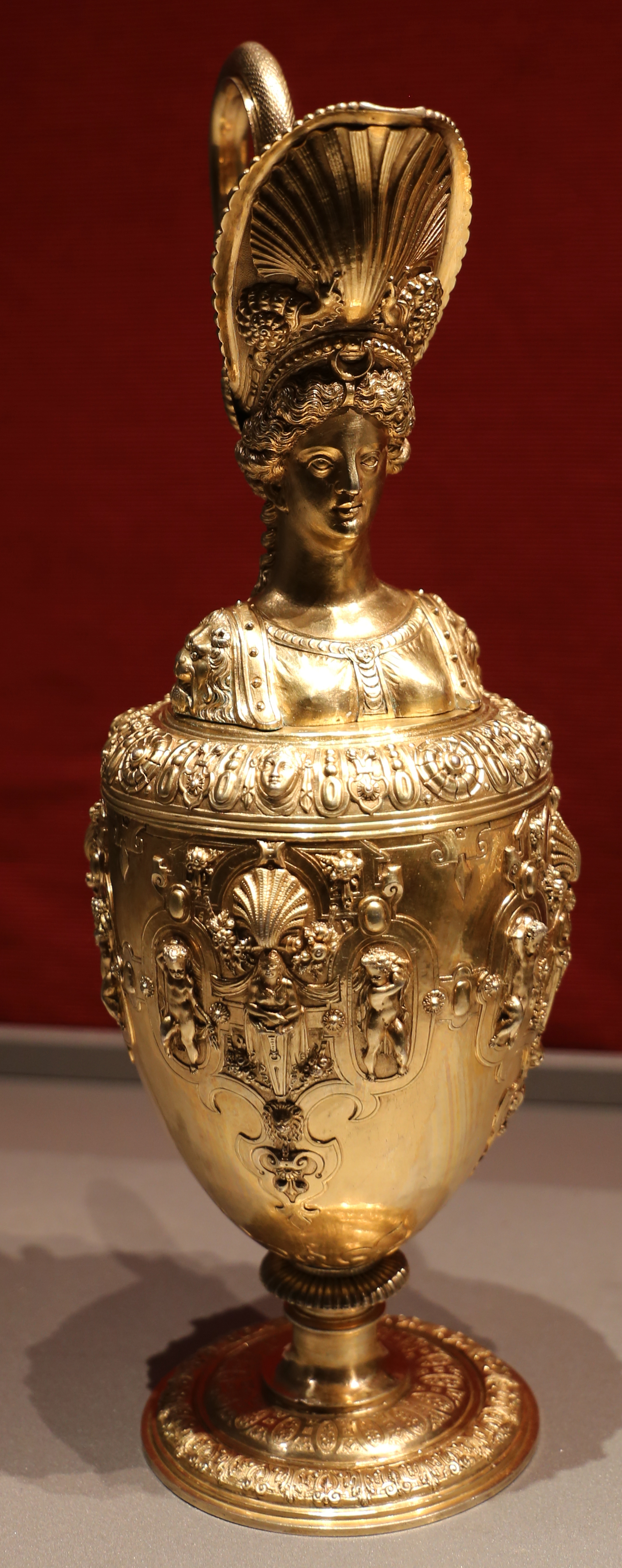
Амфора. Серебро, золочение. 1550—1580. Епархиальный музей, Милан
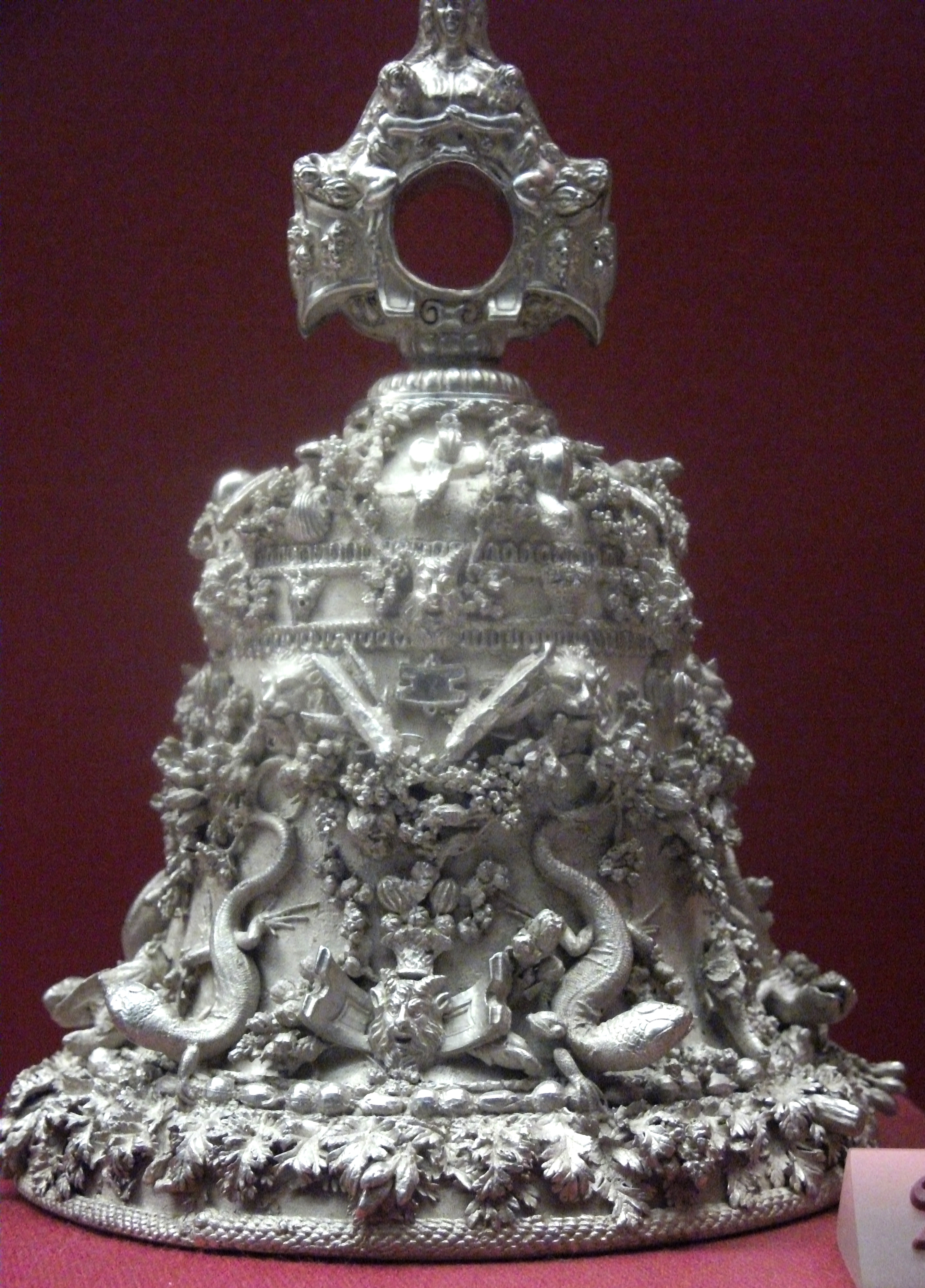
«Колокольчик Челлини». Серебро. Ок. 1550. Британский музей, Лондон
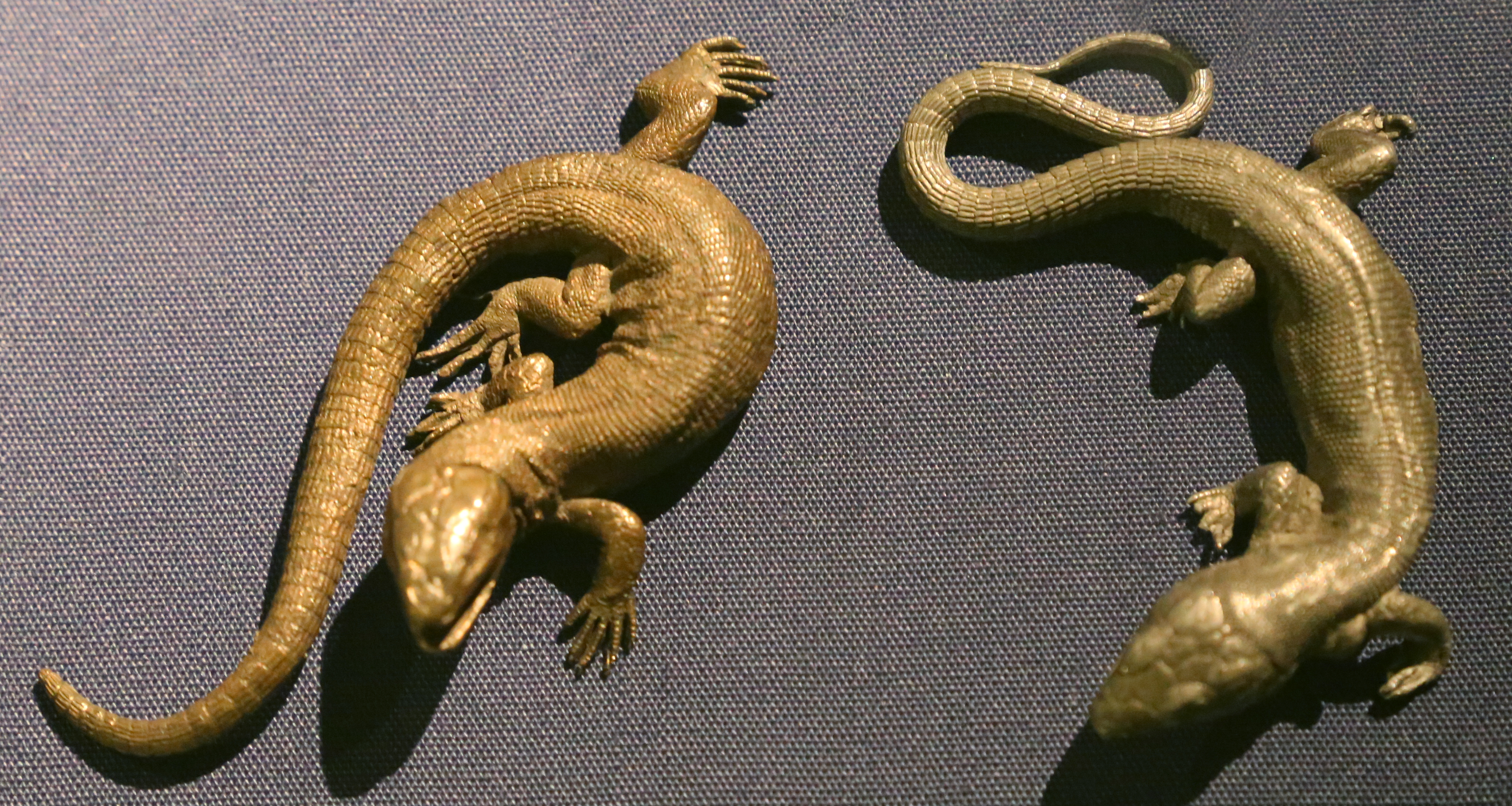
Ящерицы. 1550—1600. Золото. Музей художественных ремёсел, Берлин